# 真田一輝
真田 一輝（さなだ いっき、1月4日 - ）は日本の漫画家、4コマ漫画家、同人作家である。
大の中日ドラゴンズファンであり、本人のブログでも度々話題にしている。

## 漫画作品
- 落花流水（全9巻）（まんがタイムきららMAX - 芳文社、連載終了）
- 執事少女とお嬢様（全2巻）（まんがタイムきららフォワード - 芳文社、連載終了）
- さつきばれっ!（全1巻）（まんがタイムきららフォワード - 芳文社、連載終了）
- インプロ!（全2巻）（まんがタイムきららキャラット - 芳文社、連載終了）
- ワインガールズ（全3巻）（コミックヴァルキリー - キルタイムコミュニケーション、連載終了） - 単行本はマイクロマガジン社から発売。